# 김일성 배지

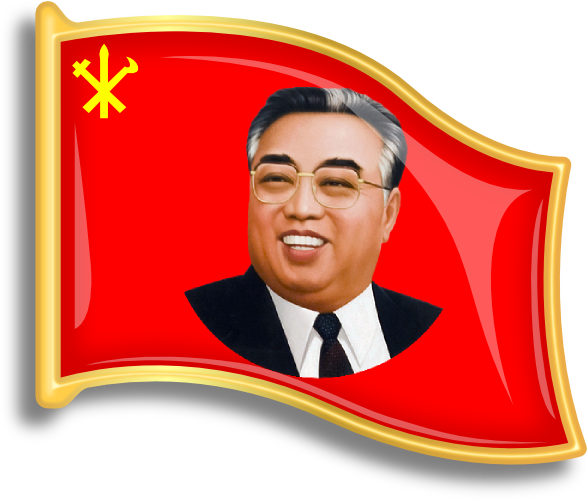
김일성 배지

김일성 배지(金日成배지, 문화어: 김일성 상장)는 1970년 11월 김정일의 제의로 제작, 지급되기 시작한 것으로 알려졌다. 북한 주민들은 일상적으로 김일성 배지를 패용한다. 김정일이 조선로동당 제5차 대회에 즈음해 "인민들의 한결같은 마음이 반영된 주석(김일성)의 존귀한 영상이 모셔진 초상휘장(배지)을 만들어 당대회 대표들에게 수여할 것을 발기했다"고 전해진다. 북한에서는 김일성 초상휘장이라고 부른다. 북한에서는 초상휘장을 포함한 초상화, 동상, 초상화를 포함한 출판물 등을 유사시 안전한 곳으로 모셔야 한다고 정하고 있다.

## 착용법
김일성 배지는 심장 위에 달아야 하기 때문에 반드시 왼쪽 가슴에 달도록 하고 있다.
옷깃으로 왼쪽 가슴이 가려진다면, 옷깃 위에 패용하여야 한다. 일부 한국 영화에서처럼 왼쪽 가슴이 가려지지 않음에도 옷깃에 패용하는 법은 잘못된 패용법이다.
북한을 제외한 일반 국가에서 패용하는 배지와 다른 위치에 패용한다.

## 배지 종류
간부용인 당기상 배지, 인민군·보위성·안전성 등 군인들이 패용하는 군상(김일성이 군복 입은 모습) 배지, 일반 주민들이 패용하는 원형상 배지(일명 모란형), 재일본조선인총련합회 등 해외 교포들이 패용하는 국기상 배지 등 4가지가 있다.
김일성 초상휘장 이외에 김정일, 김정숙 초상휘장이 있고, 최근 김정은 초상휘장이 제작되어 배포되었다는 소식도 전해지고 있다.

## 같이 보기
- 조선민주주의인민공화국의 문화
- 주체사상